# Саламаха, Владимир Петрович
Влади́мир Петро́вич Салама́ха (бел. Уладзiмiр Пятровiч Саламаха; род. 24 марта 1949, дер. Береснёвка, Кировский район Могилёвской области) — белорусский писатель-прозаик, публицист, киносценарист, критик, эссеист, лауреат Государственной премии Республики Беларусь (2003).

## Биография
Родился в семье рабочего Петра Саламахи, участника Великой Отечественной войны. Окончил в 1966 году Скачковскую СШ Кировского района и два года работал корректором в редакции районной газеты «Кировец». В 1968—1970 гг. служил в Советской Армии. В 1975 году окончил факультет журналистики Белорусского государственного университета и в 1975—1982 работал старшим редактором Государственного комитета БССР по кинематографии.
С 1983 году работал литсотрудником, заведующим отделом публицистики в редакции журнала «Маладосць», а затем заместитель главного ведактора. «Літаратура і мастацтва». В 2004—2008 гг. — главный редактор журнала «Вожык». В 2008—2010 гг. — главный редактор издательства «Белорусская Энциклопедия им. П. Бровки». С 2010 года — заведующий отдела прозы в журнале «Полымя». В настоящее время на пенсии, занимается литературной работой, ведёт в газете «Сельская газета» литературную рубрику «Роздум пісьменніка».

### Творчество
Дебютировал в печати как журналист в 1966 году, в местной районной газете. Как позже отмечал сам писатель, «…за два года работы в редакции „районки“ столько узнал о жизни, что все не описать…».
Первые произведения были опубликованы в 1977 году (журнал «Маладосць»). В последующие годы опубликовано около 20 книг: романы, повести, рассказы, эссе, статьи, диалоги. Произведения публиковались в журналах «Неман», «Полымя», «Наш современник» и других. Герои произведений Владимира Саламахи — люди разных поколений, живущих в разное время, ищущих свое место в жизни. Писатель утверждает необходимость человека в любых, даже самых экстремальных ситуациях, жить в гармонии с остальным миром и зовёт читателя к философским размышлениям о жизни, о нашем прошлом, настоящем и будущем.
Литературные и публицистические произведения писателя переводились на русский, украинский, болгарский, литовский латвийский, эстонский языки
По его сценариям сняты документальные и мультипликационные фильмы. Пишет на белорусском и русском языках.

## Сценарии

### Документальных фильмов
- 1983."Уроки Анны Савельевны", киностудия «Беларусьфильм»
- 1984."11 быстрых минут", киностудия «Беларусьфильм»

### Мультфильмов
- 1979. «Не боюсь тебя, Мороз!» киностудия «Беларусьфильм», совместно с Л. Заболоцкой
- 1984. «Хлеб», киностудия «Беларусьфильм»

## Награды и литературные премии
- Медаль Франциска Скорины (23 августа 2021)[9]
- Лауреат Государственной премии Республики Беларусь за 2002 год (2003) за книгу литературной публицистики и рецензий «Званыя і выбраныя» (1999) и публицистику последних лет[10]
- Дважды лауреат межреспубликанского конкурса (Беларусь, Литва, Латвия, Эстония), обладатель главной премии за лучшее произведение публицистики «Дружба».
- Лауреат Национальной литературной премии в номинации «Лучшее прозаическое произведение» за книгу "І няма шляху чужога (2015)[11][12].